# JR貨物U32A形コンテナ
U32A形コンテナ（U32Aがたコンテナ）は、日本貨物鉄道（JR貨物）輸送用として籍を編入している20ft級・標準内容積32m3の私有コンテナ（ドライコンテナ）である。

## 概要
本形式の数字部位 「 32 」は、コンテナの容積を元に決定される。このコンテナ容積32 m3の算出は、厳密には端数四捨五入計算の為に、内容積31.5 m3 - 32.4 m3の間に属するコンテナが対象となる。また形式末尾のアルファベット一桁部位「A」は、コンテナの使用用途（主たる目的）が「普通品の輸送」を表す記号として付与されている。

## 特記事項
日本国有鉄道時代に運用されていたUC5形の後継形式として全国的に使用されている。

## 番台毎の概要

### 0番台
- 1 - 30 : 名鉄運輸所有。総重量10t。
- 31 - 34 : 日本石油輸送所有（33が後に名鉄運輸借受）。総重量12.3t。

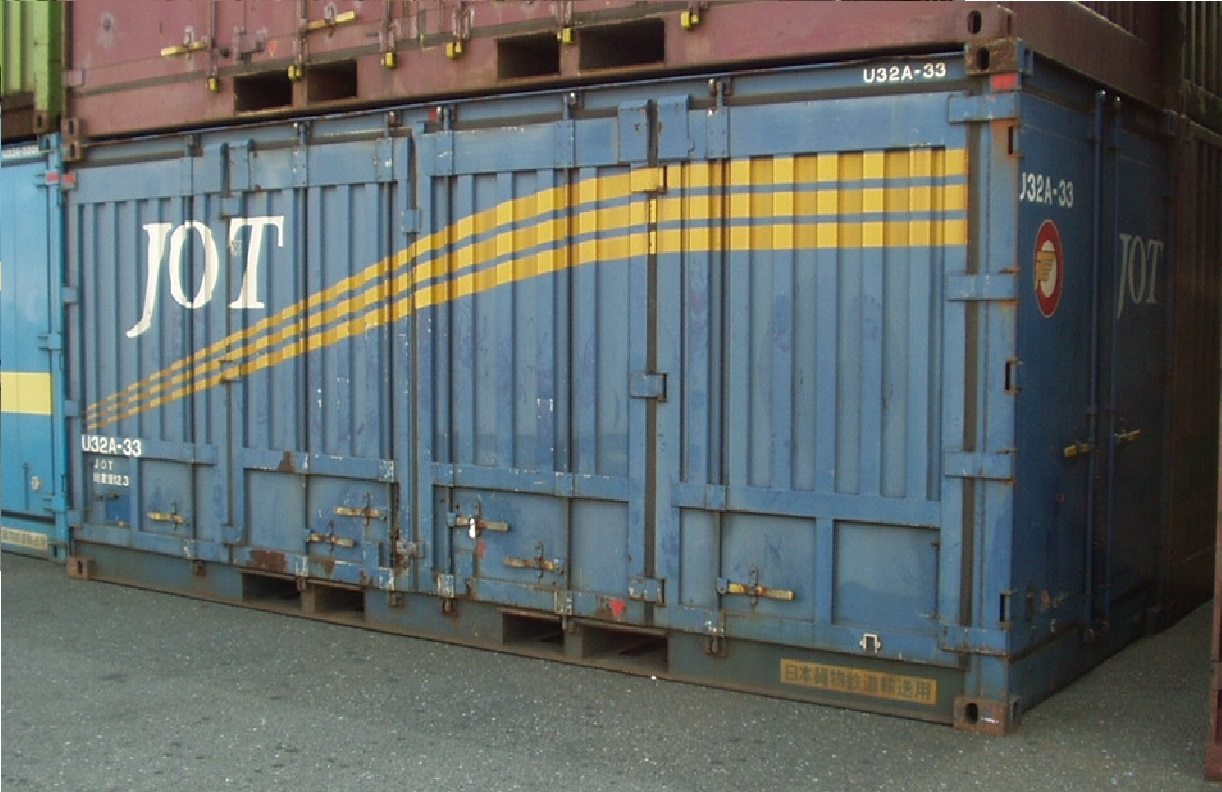
U32A-33 日本石油輸送所有。

- 35 - 64 : 名鉄運輸所有。総重量10t。

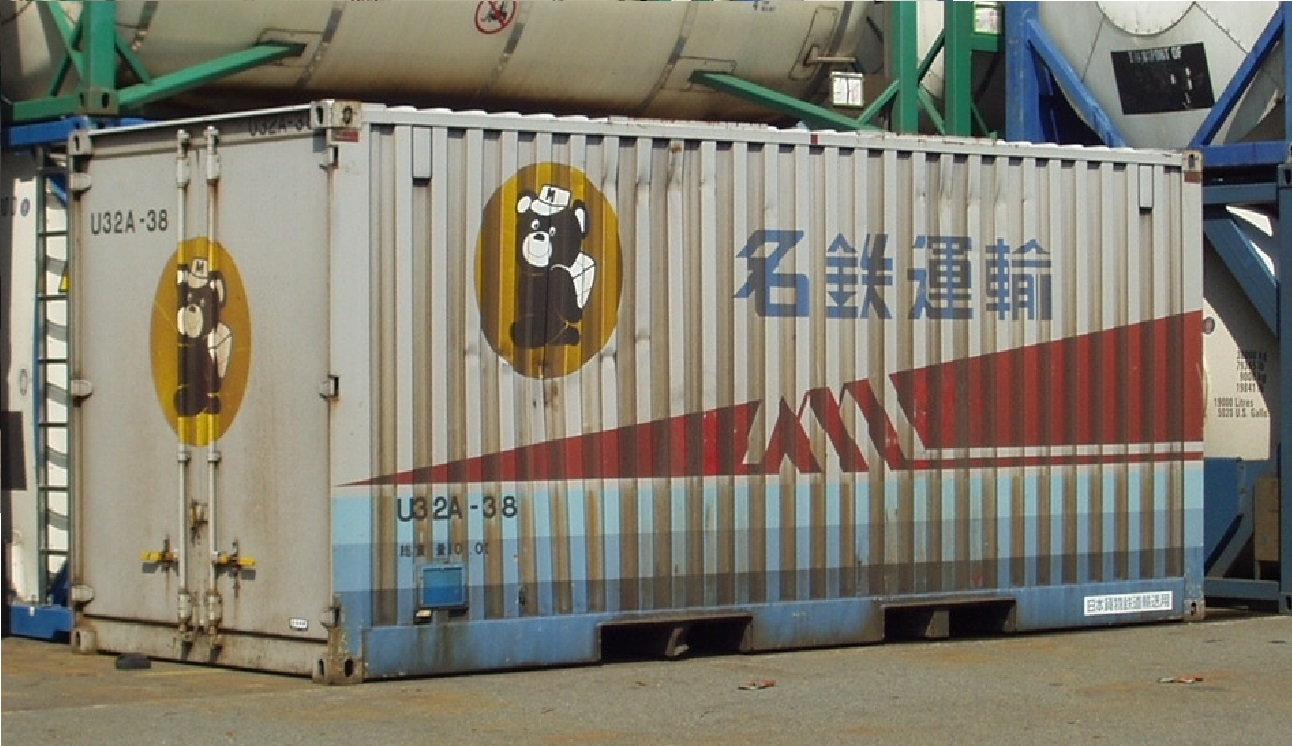
U32A-38 名鉄運輸所有。

- 65 - 69 : 水島臨海鉄道所有。総重量11.5t。

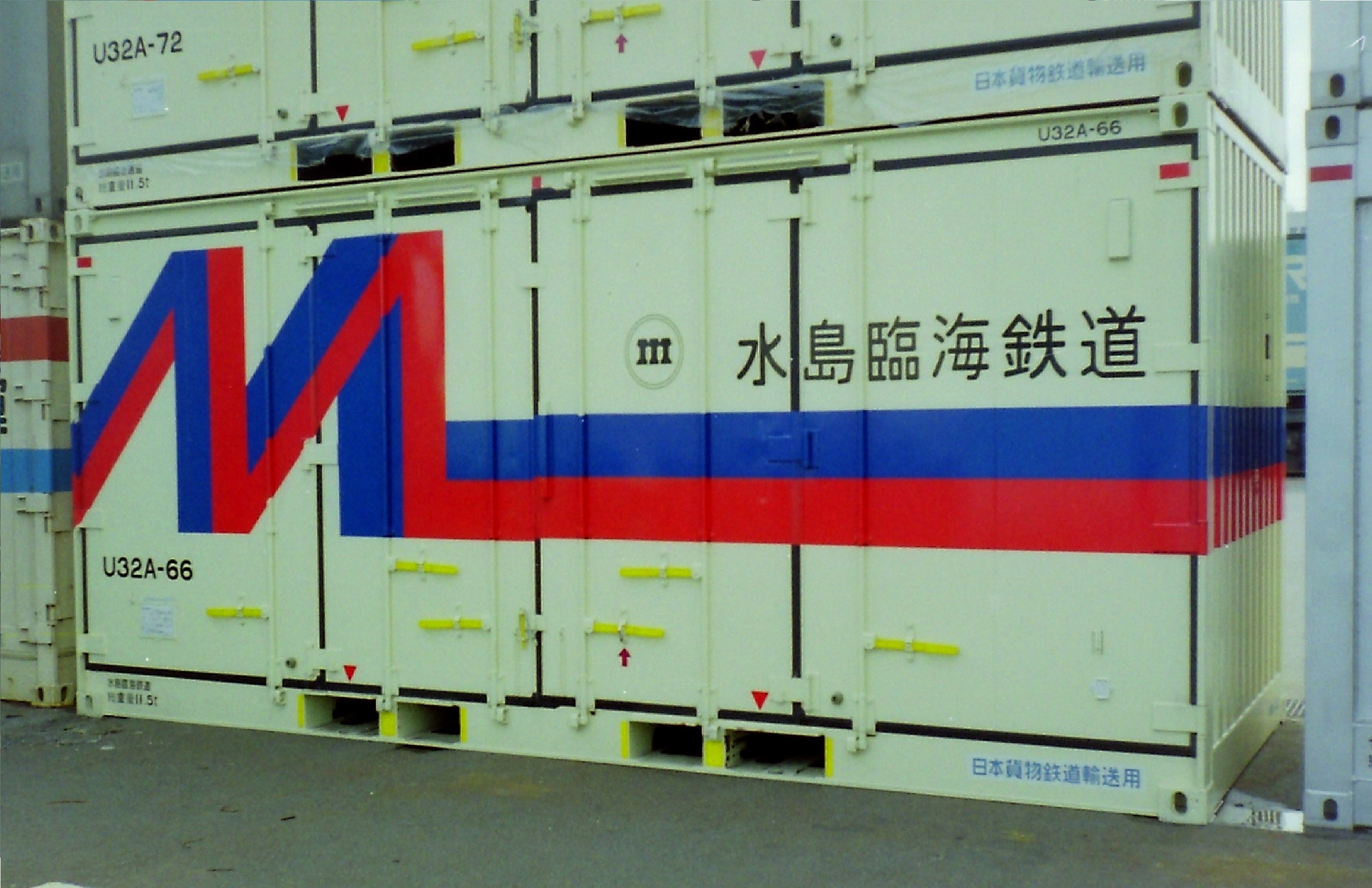
U32A-66 水島臨海鉄道所有。

- 70 - 74 : 水島臨海通運所有。総重量11.5t。

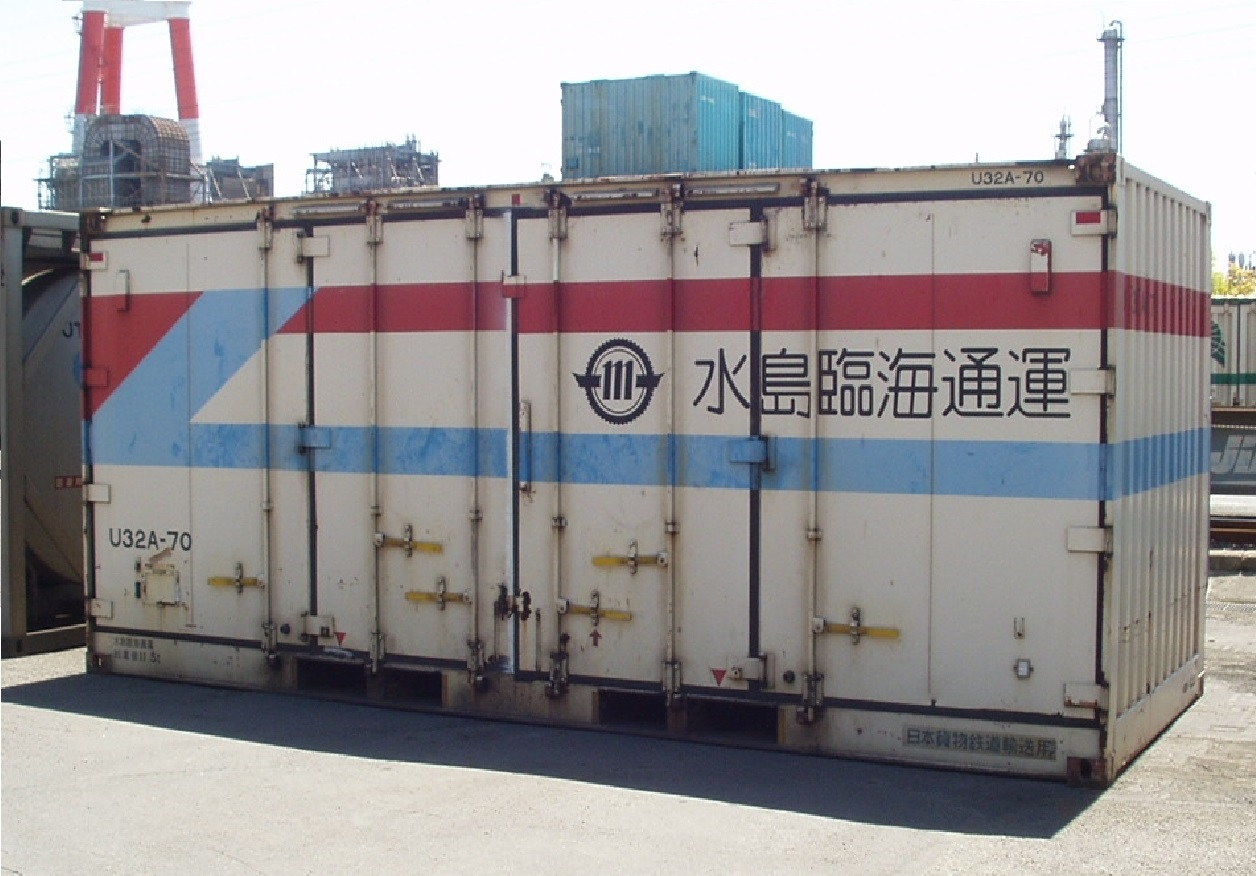
U32A-70 水島臨海通運所有。

### 5000番台
- 5001 - 5008 : 共和産業所有。総重量13.5t。

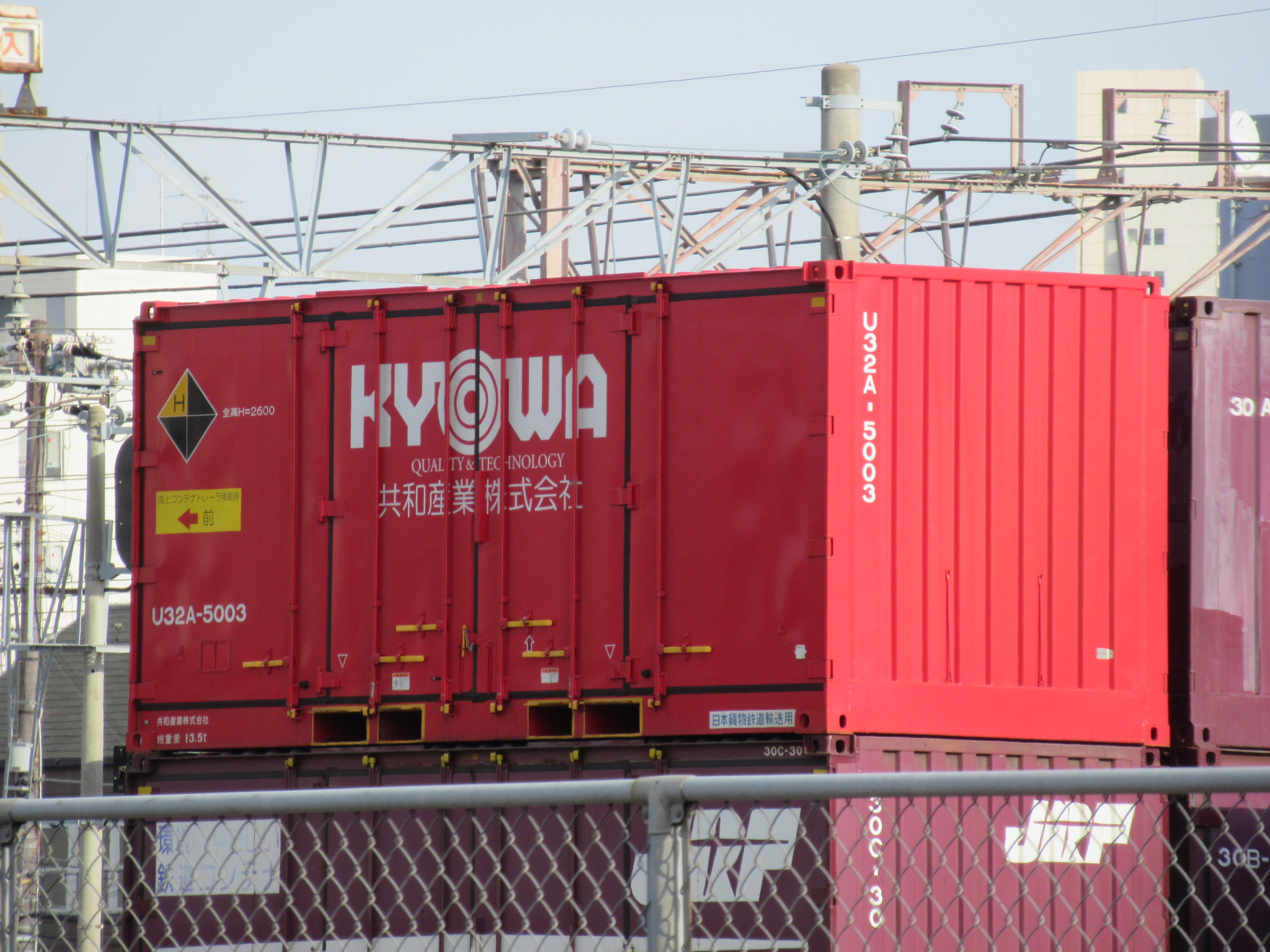
U32A-5003 共和産業所有。

5009 · 5010
西尾レントオール所有。
レンタル資機材輸送用。後にQRコードが貼られ読み取ると西尾レントオールのコンテナのホームページが見られる。
5011 - 5030
日本フレートライナー所有。
約22年振りにデザインが変更された。U31Aの置換え用。
5031 - 5060
日本石油輸送所有、北越コーポレーション借受。
全個体にエコレールマークと5031～5048.5052～5060の上部に白線(2021年度増備分以降の20D/20Gみたく両端のみで中央には線が無い)、5049～5051の上部に黄線(こちらは中央にも線有り)が入った。背も高くなり高さ2641mmとなった。以前増備されたU30A-5000と同じく北越コーポレーションの製品の文字が入っている。製品表記は以下の通り。
5031～5033:ミューコートネオス-F
5034～5036:ミューマット-F
5037～5039:キンマリSW
5040～5042:紀州上質紙N
5043～5045:ハイアルファ
5046～5048:アルファマット
5049～5051:HDM
5052～5060:淡クリームキンマリ

### 8000番台
- 8001 : センコー所有。総重量20.2t。※試作品の為、本体カラーと総重量が次番以降の量産形と違う。

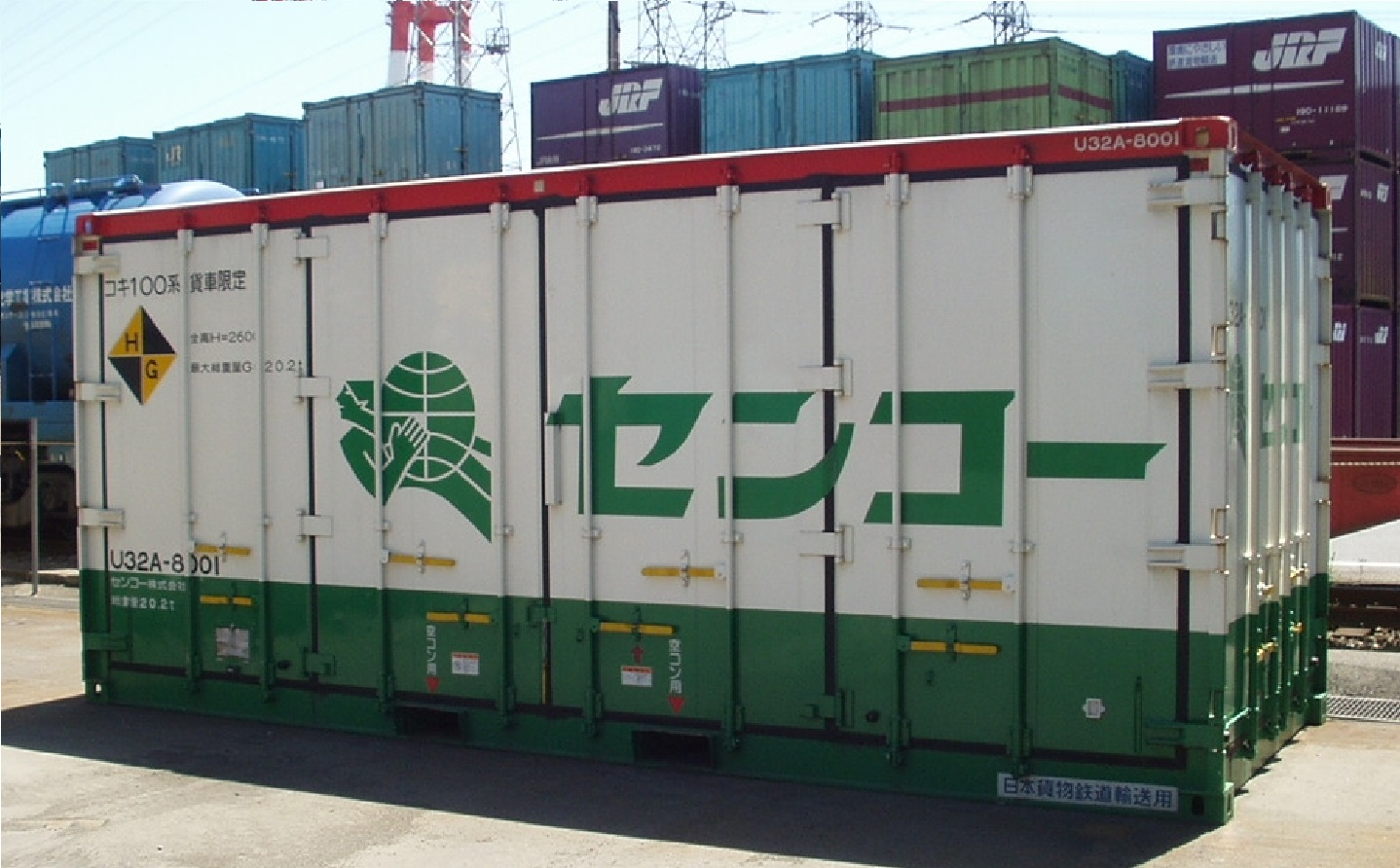
U32A-8001 センコー所有。

- 8002 - 8010 : センコー所有。総重量20t。

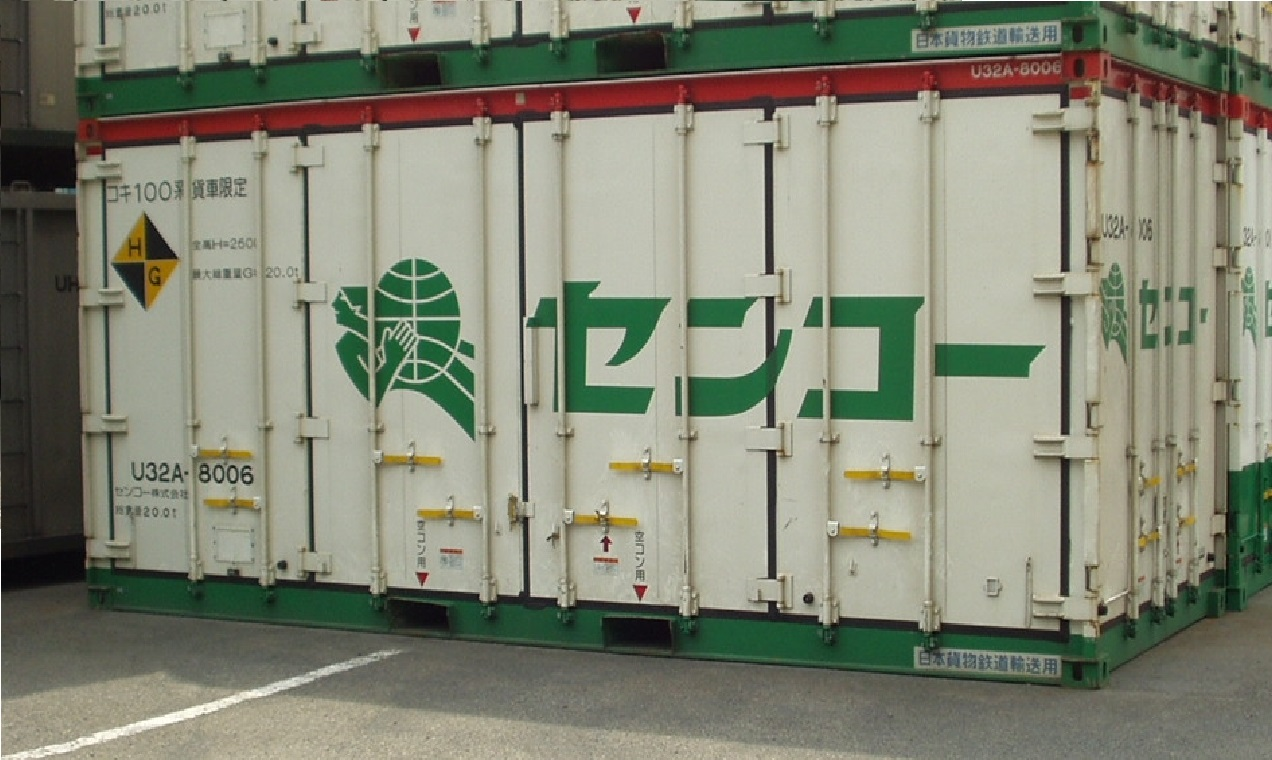
U32A-8006 センコー所有。